# ويليام ديويت جونيور
ويليام ديويت جونيور (بالإنجليزية: William DeWitt, Jr.)‏ هو شخصية أعمال أمريكي، ولد في 31 أغسطس 1941.

## وصلات خارجية
- ويليام ديويت جونيور على موقع إن إن دي بي (الإنجليزية)